# Karin Stüwe
Karin Stüwe née en 1942 à Berlin, est une ancienne coureuse cycliste allemande.

## Palmarès

### Palmarès par années
- 1964
  - Championne de la RDA du 500 mètres contre-la-montre
- 1965
  - Championne de la RDA du 500 mètres contre-la-montre
  -  Médaillée de bronze du championnat du monde de vitesse
- 1966
  - Championne de la RDA du 500 mètres contre-la-montre